# Schloss Schönbrunn (Landshut)

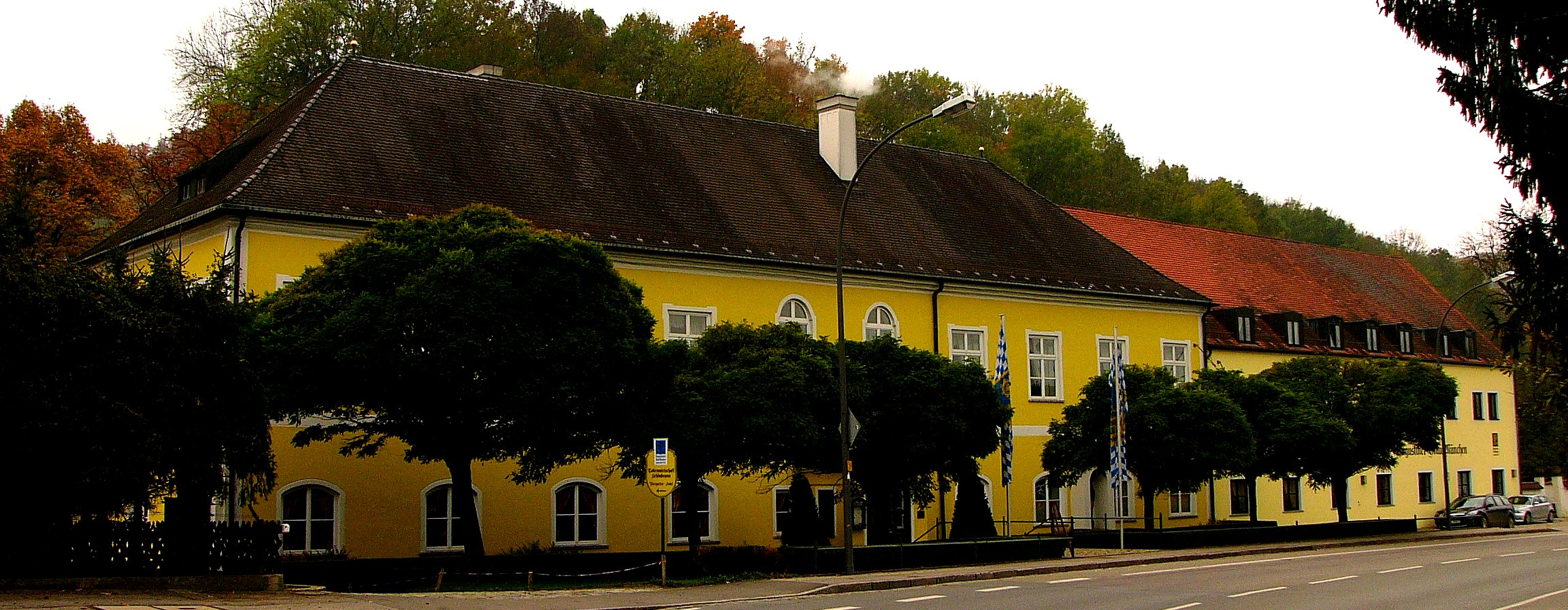
Frontansicht von Schloss Schönbrunn

Das Schloss Schönbrunn ist ein denkmalgeschütztes ehemaliges Hofmarkschloss im gleichnamigen Stadtteil von Landshut. Heute ist es ein Gasthof mit Hotel. Die Anlage wird als Bodendenkmal unter der Aktennummer D-2-7439-0251 im Bayernatlas als „untertägige mittelalterliche und neuzeitliche Befunde des ehem. Hofmarksschlosses Schönbrunn“ geführt. Ebenso ist sie unter der Aktennummer D-2-61-000-604 als Baudenkmal von Landshut verzeichnet.

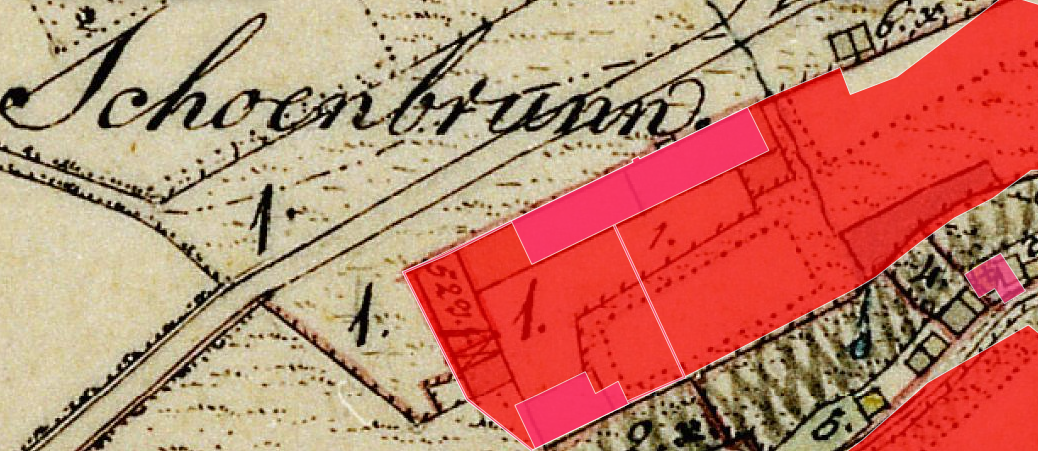
Lageplan von Schloss Schönbrunn auf dem Urkataster von Bayern

## Geschichte
Die einstige Zierlmühle wurde 1667 von dem Landschaftssekretär Johann Bernhard Pockmayr erworben und abgerissen. Auf dem Gelände ließ Pockmayr in der Folgezeit ein Schloss errichten, welches 1687 von Kurfürst Max Emanuel per Dekret zur Hofmark erklärt wurde. 1690 wurde diese von den Grafen von Maxlrain zu Hohenwaldeck erworben. Im Laufe des 18. Jahrhunderts wechselte der Besitzer des Schlosses häufig. Darunter befanden sich hohe weltliche Amtsträger, der Malteser- sowie der Jesuitenorden und bis ins 19. Jahrhundert hinein noch die Grafen von Toerring sowie die Grafen von Preysing.
Der Ausschankbetrieb begann bereits 1788 durch den einfachen Bauerssohn Johann Hilz, 1826 erhielt das Lokal die sogenannte Taferngerechtigkeit, wodurch es zum vollwertigen Gasthaus wurde. Von 1905 bis 2009 wurde die Wirtschaft von mehreren Generationen der Familie Obermeier geführt, die ab 1911 auch Eigentümer der Gebäude war. Seit 2009 gehört das Wirtshaus der Augustiner-Bräu Wagner KG.

## Beschreibung
Das Hauptgebäude ist ein stattlicher, zweigeschossiger Walmdachbau zu zehn Fensterachsen, das im Kern noch aus der 2. Hälfte des 17. Jahrhunderts stammt. Im ersten Obergeschoss befindet sich ein inzwischen unterteilter Saal mit Deckenfresken zu den Themengebieten Obstbau, Landwirtschaft, Gartenbau und Gewerbe, die nur noch fragmentarisch erhalten sind. Auf der gleichen Etage befindet sich auch die barock ausgestattete Schlosskapelle, die im 18. Jahrhundert eingerichtet wurde. An das Hauptgebäude schließt sich westlich ein heute ebenfalls gastronomisch genutzter Stadel mit Satteldach an, welcher im 19. Jahrhundert erbaut wurde. Der große Biergarten im rückwärtigen Bereich ist von einer gemauerten Einfriedung in Backsteinbauweise umgeben, die mehrere Wandrücklagen und segmentbogige Öffnungen enthält.